# David Veilleux
David Veilleux (Cap-Rouge, Quebec, 26 de novembre de 1987) és un ciclista quebequès, professional des del 2007 al 2013.
En el seu palmarès destaquen diversos campionats nacionals sub-23, la Tre Valli Varesine del 2012 i una etapa al Critèrium del Dauphiné del 2013.

## Palmarès
- 2005
  - 1r al Tour de l'Abitibi
- 2006
  -  Campió del Canadà en ruta sub-23
  -  Campió del Canadà en contrarellotge sub-23
- 2007
  -  Campió del Canadà en contrarellotge sub-23
- 2008
  -  Campió del Canadà en ruta sub-23
  -  Campió del Canadà en contrarellotge sub-23
  - 1r al Tour de Pennsylvania i vencedor de 2 etapes
  - 1r al Tour d'Elk Grove
  - Vencedor d'una etapa del Nature Valley Grand Prix
- 2009
  -  Campió del Canadà en contrarellotge sub-23
  - Vencedor d'una etapa de l'International Cycling Classic
  -  Medalla de bronze als Campionats panamericans de ciclisme de contrarellotge sub-23
- 2010
  - 1r a la Fitchburg Longsjo Classic
  - 1r al Campionat dels Estats Units de Critèrium
  - 1r al Tour de Delta i vencedor d'una etapa
- 2011
  -  Campió del Canadà de critèrium
  - 1r a la Roue tourangelle
- 2012
  - 1r a la Mi-août en Bretagne i vencedor d'una etapa
  - 1r a la Tre Valli Varesine
  - 1r al Trittico Lombardo
- 2013
  - Vencedor d'una etapa al Critèrium del Dauphiné
  - 1r als Boucles de la Mayenne

### Resultats al Tour de França
- 2013. 123è de la classificació general